# كم هيون جنغ
كم هيون جونغ (الهانغول: 김현중؛ هانجا: 金贤 重) ولد في 6 حزيران 1986.
فهو فنان من كوريا الجنوبية وقائد فرقة أولاد في دبل إس فايف أو ون ويعتبر وجه الفرقة ومغني الراب الرئيسي بها.
ومشهور بدوره في شخصية يون جي هوو في السلسلة الدرامية الكورية فتيان ما قبل الزهور عام 2009، وفاز بجائزة أفضل ممثل في حفل توزيع جوائز سيول الدولي للدراما لعام 2009، وجائزة شعبية في حفل توزيع جوائز بيك سانغ الـ45 للفنون.
وكما هو معروف بلعب شخصية بايك سونغ جو في مسلسل قبلة مرحة (مسلسل) .
وظهر في مسلسل الحلم السامي عام 2008 بلعب شخصيه متخرج من معهد كيرين للفنون.

## روابط خارجية
- كم هيون جنغ على موقع IMDb (الإنجليزية)
- كم هيون جنغ على موقع ميوزك برينز (الإنجليزية)
- كم هيون جنغ على موقع قاعدة بيانات الفيلم (الإنجليزية)